# Rosalie Filleul
Rosalie Anne Adélaïde Boquet, de casada Rosalie Filleul, (París, 1752 - París, 24 de juliol de 1794) va ser una pintora francesa, membre de l'Académie de Saint-Luc de París.
Filla de Blaise Boquet, pintor d'ornaments i de Marie-Rosalie Hallé, pintora de miniatures, propietaris d'una botiga al carrer Saint-Denis, a París, es va formar en el taller de Gabriel Briard juntament amb Élisabeth Vigée Le Brun. Pel seu origen familiar així com per les seves pròpies conviccions, la seva tècnica i el seu estil eren aristocràtics.
Entre les seves obres figuren sengles retrats de Louis-Antoine, comte d'Artois, delfí de França, i dels fills d'aquest. Totes dues obres es troben en les col·leccions del palau de Versalles.